# Holló Gyula
Holló Gyula, 1908-ig Herzl (Temesvár, 1890. október 23. – New York, 1973. július 20.) orvos, belgyógyász, tüdőgyógyász.

## Élete
Herzl József (1854–1932) és Treichlinger Paula (1869–1943) gyermekeként született temesvári zsidó családban. Középiskolai tanulmányait szülővárosa állami fiúgimnáziumában végezte, majd a Budapesti Tudományegyetem hallgatója lett, ahol 1913-ban szerzett oklevelet. 1913 és 1915 között a budakeszi Erzsébet Szanatórium alorvosaként működött, majd 1918-ig a Budapesti Tudományegyetem I. számú Belklinika gyakornoka volt. Időközben kitört az első világháború, ahol katonaorvosként frontszolgálatot teljesített. Az 1910-es évek végén a budafoki Weisz Manfréd Tüdőbeteg Szanatóriumában működött. 1921-től 1930-ig a budapesti Charité Poliklinika Tüdőbeteg Osztályának főorvosa, illetve osztályvezető főorvosa volt. Ezt követően saját magángyógyintézetét vezette, majd a zsidótörvények után felszámolta kórházát és az USA-ba emigrált. A New York-i Goldwater Memory Hospital Belgyógyászati Osztályának osztályvezető főorvosa lett. A tüdőbetegségek, elsősorban a tbc kóroktanával, korai felismerésével és gyógyításával foglalkozott. Nemzetközileg is jelentős módszert dolgozott ki a szervezet sav–bázis-egyensúlyának a vizsgálatára és az úgynevezett alveoláris CO2 meghatározására. A róla elnevezett Holló-próba évtizedekig használt diagnosztikai segédeszköz volt. A két világháború között számos ismert betege volt, többek között Bartók Béla, Berény Róbert, Kosztolányi Dezső, Füst Milán, Karinthy Frigyes és Szigeti József. A Bartókkal való kapcsolata a zeneszerző haláláig fennmaradt. Tagja volt a Magyar Orvosok Tuberkulózis Egyesületének.
Házastársa dr. Weil Elza (1892–1979) orvos volt, Weil Sámuel és Neumann Paulina lánya, akit 1916. május 2-án Budapesten vett nőül.

## Főbb művei
- A felnőtt kor chronikus gümős tüdőbetegségeinek klinikai és diagnosztikai kettéosztása. Isolált phthisis és juvenilis typusu tüdőgümőkór. Kismonográfia. (Budapest, 1920)
- Vizsgálatok a szervezet sav–basis-egyensúlyáról. 1–6. Weiss Istvánnal. (Magyar Orvosi Archivum, 1924)
- A gümőkór immunitástana (Budapest, 1925)
- A tüdőgümőkórra gyanús mellkasi fájdalmak differenciáldiagnosztikája (Therapia, 1925)
- Hogyan kezdődik a tüdővész? (Therapia, 1927)
- A tüdő- és mellhártya betegségei (A gyakorló orvos könyvtára. 7. Budapest, 1928)
- Tüdőgangréna esete gyors, spontán gyógyulással. Koppenstein Ernővel. (Therapia, 1928)
- A tüdő nem specifikus beszűrődéseiről. Bársony Tivadarral. (Therapia, 1929)
- A tüdőgümőkór. Gyakorlati áttekintés. (Budapest, 1930)
- Impressziók a német gümőkórellenes küzdelemről (Therapia, 1931)
- A thoracoplastika kérdésének jelenlegi állása. – A mediastinum mozgékonyságának vizsgálata féloldali bronchuselzárással. Laub Lászlóval. (A Magyar Orvosok Tuberkulózis Egyesületének munkálatai. Budapest, 1936)